# Holmsjön (Harmångers socken, Hälsingland)
Holmsjön är en sjö i Nordanstigs kommun i Hälsingland och ingår i Harmångersåns huvudavrinningsområde. Sjön är 4 meter djup, har en yta på 1,77 kvadratkilometer och befinner sig 8 meter över havet. Sjön avvattnas av vattendraget Harmångersån (Kölån). Sjön delas i Norrsjön i nordöst och Sörsjön i sydväst av en ås på vilken vägen från Strömsbruk till Harmånger går.

## Delavrinningsområde
Holmsjön ingår i det delavrinningsområde (686365-157794) som SMHI kallar för Utloppet av Sörsjön-Norrsjön. Medelhöjden är 16 meter över havet och ytan är 11,99 kvadratkilometer. Räknas de 145 avrinningsområdena uppströms in blir den ackumulerade arean 1 195,34 kvadratkilometer. Avrinningsområdets utflöde Harmångersån (Kölån) mynnar i havet. Avrinningsområdet består mestadels av skog (68 procent). Avrinningsområdet har 1,9 kvadratkilometer vattenytor vilket ger det en sjöprocent på 16 procent. Bebyggelsen i området täcker en yta av 0,37 kvadratkilometer eller 3 procent av avrinningsområdet.